# Oleg Biełocerkowski
Oleg Michajłowicz Biełocerkowski, ros. Олег Михайлович Белоцерковский (ur. 29 sierpnia 1925 w Liwnach, zm. 14 lipca 2015) – radziecki naukowiec, specjalista w zakresie mechaniki technicznej, teoretycznej i stosowanej aerodynamiki. 
Pochowany na Cmentarzu Trojekurowskim w Moskwie.

## Nagrody i odznaczenia
- Złoty Medal im. N.J. Żukowskiego 1961;
- Nagroda Leninowska 1966;
- Medal im. S.P. Korolowa 1978;
- Order Czerwonego Sztandaru Pracy 1967;1975, 1981;
- Order Rewolucji Październikowej 1971;
- Order Lenina 1985;
- Order „Za zasługi dla Ojczyzny” III stopnia 1999[5];
- Order „Za zasługi dla Ojczyzny” IV stopnia 1999[6].